# آقای آزاد
آقای آزاد (به هندی: Mr. Azaad) فیلمی محصول سال ۱۹۹۰ و به کارگردانی تاتیننی راما رائو است. در این فیلم بازیگرانی همچون آنیل کاپور، چاندنی، شاکتی کاپور، قادرخان ایفای نقش کرده‌اند.